# Chalkographische Gesellschaft zu Dessau
Die Chalkographische Gesellschaft zu Dessau (1795–1806), auch Chalcographische Gesellschaft, war ein deutscher Kunstverlag, der um 1800 durch die grafische Vervielfältigung bedeutender Kunstwerke die Kunst einer breiten Öffentlichkeit zugänglich machen wollte. Außerdem bildete das Unternehmen ähnlich einer Kunstakademie junge Kupferstecher aus.

## Geschichte

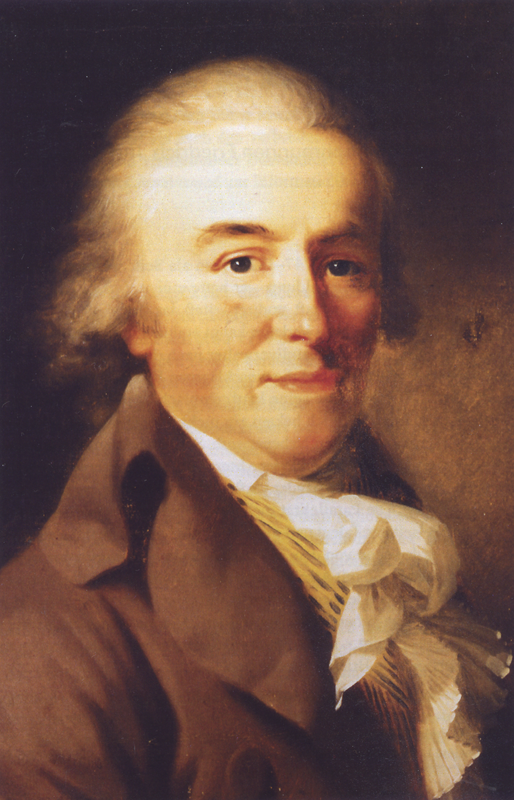
Friedrich Justin Bertuch
(Gemälde von J. F. A. Tischbein, 1796)

Der Kunstsammler Friedrich Moritz Freiherr von Brabeck (1742–1814), ehemals Domherr in Hildesheim und Paderborn, gründete 1795 in Dessau zur Vervielfältigung und Veröffentlichung der Meisterwerke seiner eigenen Gemäldegalerie, aber auch anderer Kunstwerke, eine Kupferstecher-Gesellschaft. Die Idee war, mit diesem ersten Unternehmen seiner Art, Kunst und Kunstwerke einer breiteren Öffentlichkeit im deutschsprachigen Raum näherzubringen und der Kunst dadurch ihren gebührenden Stellenwert zu ermöglichen, was bisher in dem in kleine Fürstentümer zersplitterten Deutschland nicht möglich war. Gleichzeitig sollte es zu einem Zentrum deutscher Kunst werden. Dieses Unternehmen wurde bereits im Folgejahr auf Empfehlung des Architekten Friedrich Wilhelm Freiherr von Erdmannsdorff (1736–1800) vom Fürsten Franz von Anhalt-Dessau (1740–1817) aufgekauft und am 1. Oktober 1796 in die „Chalkographische Gesellschaft“ umgewandelt.
Dieses neue Unternehmen stand jetzt unter fürstlicher Verwaltung und wurde von Franz Graf von Waldersee und dem Freiherrn von Erdmannsdorf geleitet. Kaufmännischer Direktor war Friedrich Justin Bertuch (1747–1822). Ziel war es, den Engländern das Monopol in der Kupferstecherei zu nehmen. In allen größeren Städten Deutschlands und im Ausland richtete die Gesellschaft Lager ein, in denen sie ihre Grafiken zum Verkauf anbot. Für die von ihren Kunden gekauften Drucke verkaufte das Unternehmen zusätzlich mit Messing beschlagene Standardrahmen.
Schon im Jahr 1806 musste die Gesellschaft allerdings Konkurs anmelden. Zu niedrige Verkaufspreise bei zu hohen Honoraren für Zeichner und Kupferstecher hatten zu wirtschaftlicher Unrentabilität geführt. In zehn Jahren ihres Bestehens gab die Gesellschaft 163 Kupferstiche und Schabblätter in Aquatinta-Technik heraus.

## Künstler  (Auswahl)
Für die „Chalkographische Gesellschaft“ arbeiteten namhafte Künstler wie
- Wilhelm Arndt (1750–1813)
- Ludwig Buchhorn (1770–1856)
- Johann Joseph Freidhoff (1768–1818)
- Christian Haldenwang (1770–1831)
- Johann Baptist Hoessel († nach 1824)
- Johann Gerhard Huck (1759–1811)
- Karl Kuntz (1770–1830)
- Johann Joseph Langenhöffel (1750–1807)
- Johann Peter Pichler (1765–1807)
- Wilhelm Friedrich Schlotterbeck (1777–1819)
- Johann Friedrich August Tischbein (1750–1812)
- Heinrich Theodor Wehle (1778–1805)

## Ausstellungen
- 1986, 28. Juni – 30. August, Coburg: Die Chalcographische Gesellschaft Dessau. Ein Graphik-Verlag des 18. Jahrhunderts. Kunstsammlungen der Veste Coburg.
- 1990, 25. November bis 6. Januar 1991, Düsseldorf: Die Chalcographische Gesellschaft zu Dessau. Profil eines Kunstverlages um 1800, Goethe-Museum Düsseldorf: Die Anfänge auf dem Wege der Entwicklung moderner Reproduktionstechniken und die von ihnen ausgehenden Einflüsse, die im bürgerlichen 19. Jahrhundert zur Bildung der Kunstvereine beigetragen haben.